# NBA Live 99
NBA Live 99 è un videogioco di pallacanestro, sviluppato da EA Canada e NuFX e pubblicato nel 1998 da Electronic Arts per Nintendo 64, PlayStation e Microsoft Windows. Consente disputare la stagione NBA 1998-1999.
Sulla copertina del gioco è raffigurato il cestista statunitense, Antoine Walker dei Boston Celtics
Nella versione italiana del gioco la telecronaca è affidata a Guido Bagatta.